# 森氏 (久我家諸大夫)
森氏（もりし）は、久我家の諸大夫を務めた氏族。

## 概要
醍醐天皇の子・源高明の末裔とされる。
室町時代前期には森長富（『地下家伝』には名前が見えない）が山城国久我荘内を拠点としていたが、永享10年（1438年）からの度重なる不忠によって宝徳元年（1449年）に処罰された。その没収地は幕府の御料所となったが、明応年間に久我家に返却された。
長享元年（1487年）や明応5年（1496年）には西岡国人の冠井氏や久我荘の有力者である斎藤孫三郎とのパイプ役を務めていた。また、政所として久我荘内の百姓を取りまとめる立場にもあったと考えられる。
『地下家伝』によると同時期に森氏は断絶していたようで、大永2年（1522年）に正五位下に叙された森長基が再興したとされる。